# 2015 TB145
2015 TB145 es un asteroide de 400 metros de diámetro que pasó muy próximo a la Tierra el 31 de octubre de 2015 a las 17:01 UTC, pocas horas antes de Halloween, por lo que fue apodado «La Gran Calabaza».

Imagen del asteroide.

Fue observado por primera vez el 10 de octubre de 2015 por el telescopio Pan-STARRS situado en Hawái.
Los astrónomos creen que puede tratarse de un cometa extinto.